# Ванати (Мазовецьке воєводство)
Ванати (пол. Wanaty) — село в Польщі, у гміні Ласкажев Ґарволінського повіту Мазовецького воєводства.
У 1975-1998 роках село належало до Седлецького воєводства.